# Searn
SEARN - Società Esercizi Aeroportuali, Ristoranti e Negozi S.p.A. era una azienda italiana che operava nel settore dei servizi di catering, bar, ristorante e mense negli aeroporti.
Era controllata da Alitalia (90%) e da Sagea (10%). Alitalia e Sagea erano parte del Gruppo IRI.
Era la società concessionaria di Alitalia con un appalto da 120 milioni di lire al mese per la produzione delle vettovaglie e dei pasti per le mense destinate ai dipendenti della compagnia di bandiera e dei pasti a bordo aereo per i viaggiatori Alitalia e di altre 22 società di trasporto aereo.

## Storia
Searn nasce il 5 gennaio 1961 come SoGeMe - Società Gestione Mense S.p.A. con una spesa di 4.5 miliardi per la costruzione dello stabile in cui operare e per l'acquisto degli impianti. Nel 1975 assunse la denominazione di Searn. Venne liquidata nel 1981.

## Fonti
http://www.senato.it/service/PDF/PDFServer/BGT/425665.pdf